# Ondansetron
L'ondansetron è un farmaco antagonista dei recettori 5-HT3 della serotonina, usato principalmente come antiemetico (per il trattamento di nausea e vomito), spesso a seguito della chemioterapia. È efficace anche nel fermare il vomito e la nausea causati dalla gastroenterite. Agisce sia sul sistema nervoso periferico sia sul centrale. Il farmaco riduce l'attività del nervo vago. Ha poco effetto sul vomito causato da cinetosi e non ha alcun effetto sui recettori dopaminergici o muscarinici.

## Farmacodinamica
L'ondansetron è un antagonista del recettore della serotonina 5-HT3 altamente specifico e selettivo, con bassa affinità per i recettori della dopamina. I recettori 5-HT3 sono presenti sia perifericamente sui terminali del nervo vago sia centralmente nella chemoreceptor trigger zone dell'area postrema. 
La serotonina viene rilasciata dalle cellule enterocromaffine dell'intestino tenue in risposta agli agenti chemioterapici e può stimolare le afferenze vagali (tramite i recettori 5-HT3) per incominciare il riflesso del vomito. Si pensa che l'azione antiemetica dell'ondansetron sia mediata principalmente dall'antagonismo sulle afferenze vagali con un contributo minore sui recettori centrali.

## Usi clinici
Gli antagonisti 5-HT3 della serotonina sono i principali farmaci utilizzati per trattare e prevenire la nausea indotta da chemioterapia e il vomito (CINV). Il loro comune utilizzo consiste nella somministrazione via endovenosa circa 30 minuti prima di incominciare il trattamento chemioterapico. Può essere una possibile terapia anche per la nausea e il vomito causati da una malattia acuta o cronica o dalla gastroenterite acuta.
La dose normale per via orale per gli adulti e i bambini sopra i 12 anni è di 8 mg inizialmente, seguita da una seconda dose di 8 mg otto ore dopo. Il farmaco viene somministrato una volta ogni 12 ore, di solito per non più di 2-3 giorni. In seguito a somministrazione orale, ci vogliono circa 1,5 a 2 ore per raggiungere le massime concentrazioni plasmatiche. Questo farmaco viene rimosso dal corpo dal fegato e dai reni.
L'effetto clinico dell'ondansetron (e di altri farmaci dello stesso gruppo) può essere potenziato dalla combinazione con il desametasone.

## Effetti avversi
Ondansetron è un farmaco molto efficace che però presenta effetti collaterali considerevoli da non sottovalutare nel trattamento della nausea. Costipazione, vertigini e mal di testa sono gli effetti indesiderati più comunemente riportati associati al suo utilizzo. Non vi sono interazioni farmacologiche significative segnalate con l'uso di questo farmaco.
Il 15 settembre 2011, la statunitense Food and Drug Administration ha emesso un avviso di sicurezza per MedWatch Zofran (ondansetron) nei pazienti con sindrome congenita del QT lungo, un'aritmia cardiaca. La FDA ha inoltre richiesto alla GlaxoSmithKline (che commercializza il farmaco) di condurre uno studio approfondito al riguardo. Nel dicembre 2012, a seguito della conclusione delle indagini sulla pericolosità del farmaco, la FDA ha ritirato dal commercio il dosaggio iniettabile da 32 mg in quanto associato a un elevato rischio di aritmie cardiache causate da prolungamento dell'intervallo QT.
L'ondansetron è inoltre associato a un elevato rischio di malformazioni fetali se usato in corso di gravidanza. Sebbene il farmaco non abbia mai infatti ricevuto l'approvazione per l'uso in donne in gravidanza, dal 2002 è stato comunque diffuso il suo uso come rimedio off-label nel trattamento delle nausee mattutine. Alcuni studi hanno evidenziato come l'uso del farmaco durante il primo trimestre di gravidanza abbia incrementato il rischio di malformazioni cardiache nel feto in modo statisticamente significativo. L'ondansetron è infatti in grado di attraversare la barriera placentare, e a causa del ridotto metabolismo fetale, l'emivita prolungata del farmaco esporrebbe il neonato al rischio di tossicità.